# 旧县乡 (武胜县)
旧县乡为中国四川省武胜县下辖乡，位于武胜县南部，西滨嘉陵江，东、南、北三面与沿口、街子、中心等乡镇为邻。全乡面积23.5平方公里，人口14409人。乡人民政府驻旧县场，距县城6公里。2019年12月，撤销旧县乡，将所属行政区域划归沿口镇管辖。

## 历史沿革
蒙至元四年（1267年）至明嘉靖三十年（1551年），因乡境内女菁坪为旧武胜军、定远州、定远县治所，乡名源于此。

## 行政区划
现辖12个村：
新建街社区、长伸沟村、合掌石村、岗石岭村、晏家坝村、凉山村、文教村、马军村、老水沟村、竹溪村、回龙村、黄桷村和洞田坝村。

## 经济
经济以农业为主，全年粮食总产876万公斤，亩产425公斤，其中水稻总产485万公斤，亩产598公斤，油菜籽115650公斤，蚕茧75500公斤，生猪年末圈存数15915头，年内出槽19329头。

## 教育
旧县初中、旧县小学、晏家坝小学和村小11所。

## 风景名胜
- 乡境武胜山（旧名飞龙峰），系蒙古宪宗于南宋开庆元年（1259）攻合州钓鱼城的屯兵处。
- 回龙村，有定远古城遗址。